# ジブラルタル・キャンディタフト
ジブラルタル・キャンディタフト（Iberis gibraltarica）は、アブラナ科イベリス属に属する被子植物。これはジブラルタルのアッパー・ロック自然保護区のシンボルとなっているが、実際は北アフリカが原産であり、ジブラルタルはヨーロッパにおける唯一の自生地である。ジブラルタル・キャンディタフトは石灰岩の割れ目に生え、ジブラルタルの岩（ザ・ロック）の北面で数多く見られる。花の色は薄紫から純白に近いものまであり、8センチメートルほどの高さまで成長する。
ジブラルタル・キャンディタフトはジブラルタルの国花であり、1988年-1989年の間、ジブラルタル・ポンドの50ペンス貨にデザインされた。

## 画像

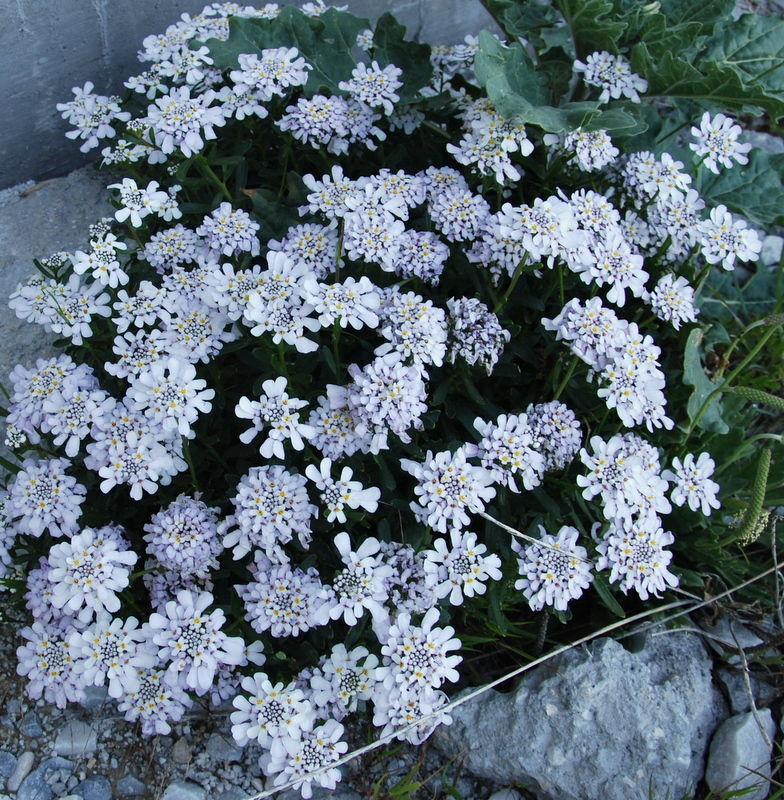
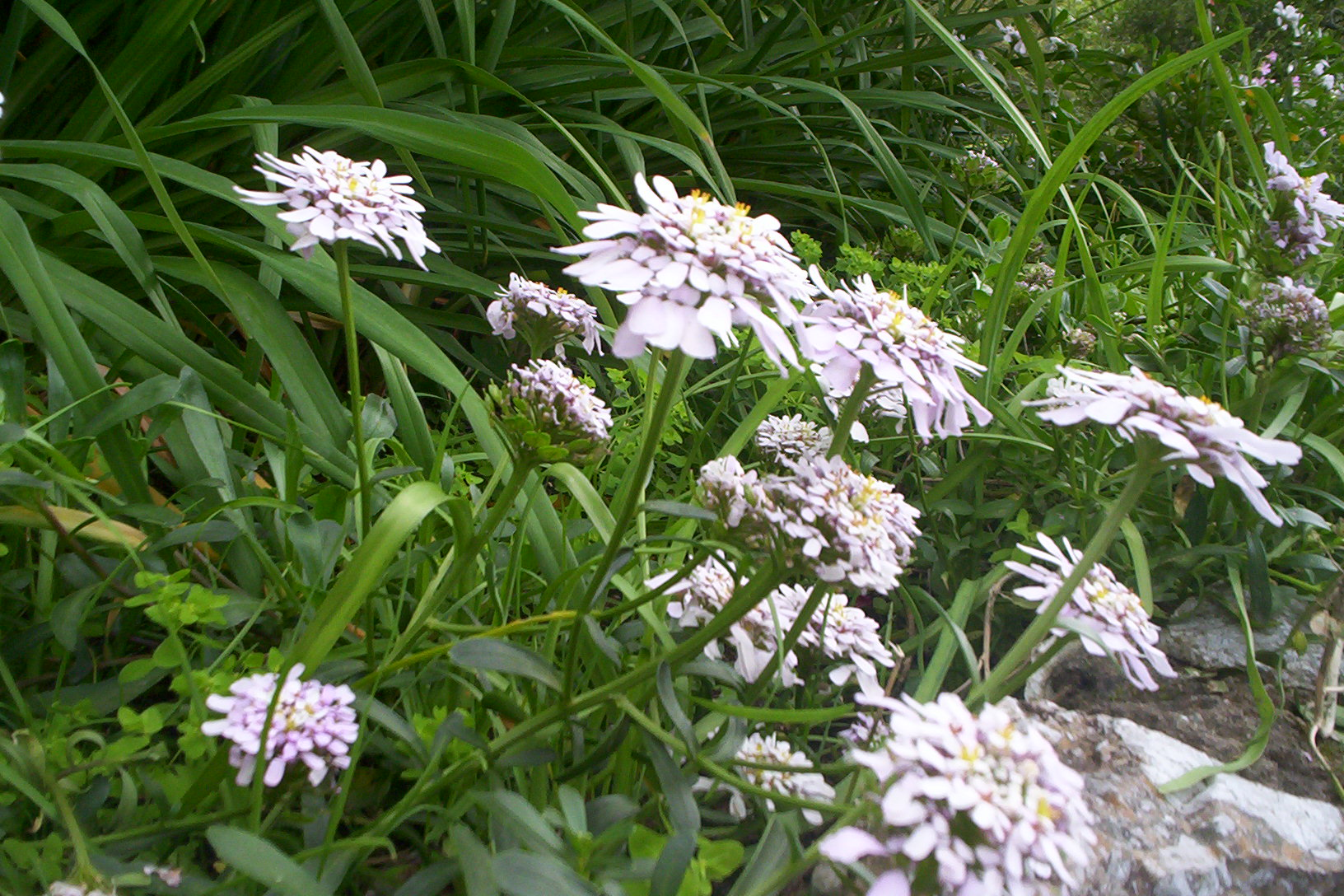